# Махнев, Денис Максимович
Денис Максимович Махнев (англ. Denis Makhnev; род. 20 февраля 2000, Павлодар) — казахстанский шахматист, гроссмейстер (2021). Чемпион Казахстана по классическим шахматам 2021 и 2024 годов.

## Карьера
Первый тренер — Елена Анкудинова.
Неоднократный чемпион Павлодарской области, неоднократный победитель чемпионатов Казахстана по быстрым шахматам, неоднократный призёр чемпионатов Казахстана по классическим шахматам, призёр международных турниров[где?][когда?].
Участник 2-х чемпионатов мира среди юниоров (2017 и 2018), 19-го чемпионата Азии (2023) в Алма-Ате.
В составе сборной Казахстана — участник 43-й шахматной олимпиады (2018) в Батуми.
Занимает 2-ю позицию в рейтинг-листе активных казахстанских шахматистов и 4-е место среди всех шахматистов Казахстана.